# Drapeau de Knoxville
 (mai 2025).
Si vous disposez d'ouvrages ou d'articles de référence ou si vous connaissez des sites web de qualité traitant du thème abordé ici, merci de compléter l'article en donnant les références utiles à sa vérifiabilité et en les liant à la section « Notes et références ».
 (mai 2025).
La mise en forme du texte ne suit pas les recommandations de Wikipédia : il faut le « wikifier ».
Les points d'amélioration suivants sont les cas les plus fréquents :
- Les titres sont pré-formatés par le logiciel. Ils ne sont ni en capitales, ni en gras.
- Le texte ne doit pas être écrit en capitales (les noms de famille non plus), ni en gras, ni en italique, ni en « petit »…
- Le gras n'est utilisé que pour surligner le titre de l'article dans l'introduction, une seule fois.
- L'italique est rarement utilisé : mots en langue étrangère, titres d'œuvres, noms de bateaux, etc.
- Les citations ne sont pas en italique mais en corps de texte normal. Elles sont entourées par des guillemets français : « et ».
- Les listes à puces sont à éviter, des paragraphes rédigés étant largement préférés. Les tableaux sont à réserver à la présentation de données structurées (résultats, etc.).
- Les appels de note de bas de page (petits chiffres en exposant, introduits par l'outil «  Source ») sont à placer entre la fin de phrase et le point final[comme ça].
- Les liens internes (vers d'autres articles de Wikipédia) sont à choisir avec parcimonie. Créez des liens vers des articles approfondissant le sujet. Les termes génériques sans rapport avec le sujet sont à éviter, ainsi que les répétitions de liens vers un même terme.
- Les liens externes sont à placer uniquement dans une section « Liens externes », à la fin de l'article. Ces liens sont à choisir avec parcimonie suivant les règles définies. Si un lien sert de source à l'article, son insertion dans le texte est à faire par les notes de bas de page.
- La présentation des références doit suivre les conventions bibliographiques. Il est recommandé d'utiliser les modèles {{Ouvrage}}, {{Chapitre}}, {{Article}}, {{Lien web}} et/ou {{Bibliographie}}. Le mode d'édition visuel peut mettre en forme automatiquement les références.
- Insérer une infobox (cadre d'informations à droite) n'est pas obligatoire pour parachever la mise en page.

Pour une aide détaillée, merci de consulter Aide:Wikification.
Si vous pensez que ces points ont été résolus, vous pouvez retirer ce bandeau et améliorer la mise en forme d'un autre article.
Le drapeau de la ville de Knoxville, Tennessee a été officiellement adopté par ordonnance municipale le 16 octobre 1896. C'est le troisième plus ancien drapeau officiel des villes des États-Unis et le plus ancien drapeau de toute entité gouvernementale d'État ou de ville du Tennessee.

## Signification
Knoxville est la troisième ville[1] des États-Unis à adopter officiellement un drapeau pour représenter sa municipalité. Par une ordonnance officielle du 27 mars 1895, Philadelphie, Pennsylvanie, a établi le premier drapeau de la ville en Amérique.Cleveland, Ohio, a suivi avec le deuxième drapeau de la ville aux États-Unis le 21 février 1896, et Knoxville a créé le troisième drapeau le 16 octobre 1896, devenant le plus ancien drapeau municipal du Tennessee.
Le drapeau de la ville existait un an avant le premier drapeau officiel de l'État du Tennessee. Le bouclier trouvé à l'intérieur de la "roue ailée" du drapeau sert de base au sceau officiel de Knoxville.

## Histoire
La création du drapeau de Knoxville est étroitement liée à l'Exposition du Centenaire et internationale du Tennessee. Alors que les citoyens commençaient à réfléchir aux réalisations de l'État et à sa survie après la guerre civile américaine, les gens ont développé des moyens d'exprimer la fierté de leur communauté locale.
Horace van Deventer, un avocat de Knoxville, a suggéré l'idée de créer un drapeau de la ville à la Chambre de commerce en 1896 afin de symboliser Knoxville. La Chambre a ensuite parrainé un concours national pour la conception du drapeau. Lloyd Branson, un peintre de Knoxville formé professionnellement à la National Academy of Design de New York et après des études supplémentaires à Paris, a remporté le concours et un prix en espèces de 100$. Le Conseil municipal a accepté la conception de Branson et, le 16 octobre 1896, a adopté l'Ordonnance municipale numéro 958 intitulée "Ordonnance établissant un Drapeau, des Couleurs et des Armoiries pour la Ville de Knoxville et Réglementant leur Utilisation et leur affichage.
La Chambre de commerce a fait semer un drapeau ensemble et, le 22 octobre 1896, a présenté au maire de la ville son premier drapeau de Knoxville. Cette cérémonie officielle a eu lieu pendant les trois jours de la Foire de la rue des Fabricants et des Marchands. Joshua Caldwell, président de la Chambre de commerce, a remis le drapeau au maire SG Heiskell.[6] Un compte rendu de cet événement de présentation a été imprimé dans la Tribune du Matin le 22 octobre 1896, "Le drapeau de la Ville Flotte maintenant à la Brise de l'Hôtel de Ville."
Le drapeau de Knoxville a flotté pendant le centenaire du Tennessee, qui a eu lieu entre le 1er mai et le 31 octobre 1897, à Nashville. Bien qu'il ait eu un an de retard, cet événement a célébré le 100e anniversaire de l'entrée du Tennessee dans l'union en 1796. Le 12 avril 1941, au cours de l'année où les Knoxvilliens célébraient le 150e anniversaire de la fondation de la ville, le Conseil municipal et le maire Fred Allen ont réaffirmé la conception du drapeau de 1896 avec deux changements: la date a été changée en 1791 pour refléter correctement l'année de fondation de Knoxville, et le moteur de locomotive représenté sur le drapeau devait ressembler au Général, qui en 1941 était situé au dépôt de l'Union de Chattanooga

## Symbolisme
Proportionnellement, le drapeau mesure six pieds sur la longueur du mât et neuf pieds sur la longueur de la mouche et est divisé en trois divisions horizontales égales. Dans le coin supérieur du poteau se trouve un canton de deux pieds de bleu azur représentant la loyauté. Dans le coin inférieur du poteau se trouve un canton similaire de rouge signifiant bravoure. Toute la division centrale est blanche dénotant la foi. Des cantons bleu et rouge, parallèles à la volée du drapeau, se trouvent deux bandes noires et blanches de taille égale représentant respectivement le charbon et le marbre. Les bandes partant du canton bleu sont blanches au-dessus et noires en dessous. Les bandes partant du canton rouge sont noires au-dessus et blanches en dessous.
Au centre approximatif du drapeau se trouve une Roue dorée du Progrès qui s'étend bien dans les deux bandes noires. À l'intérieur de cette roue ailée se trouve le bouclier écartelé (c'est-à-dire les armoiries ou le sceau) de Knoxville qui est surmonté de neuf étoiles d'or représentant les neuf quartiers de la ville en 1896 lorsque le drapeau a été adopté. Le bouclier est soutenu par une gerbe de blé et un choc de maïs qui sont en or et sont emblématiques de l'agriculture. Directement sous le bouclier se trouvent les chiffres noirs 1791 indiquant l'année de fondation de Knoxville.
Dans le bouclier écartelé se trouve un champ bleu azur (en haut à gauche) orné d'un derrick blanc représentant du marbre; un champ noir (en haut à droite) orné de pics croisés de couleur or représentant divers types d'exploitation minière; un champ d'or (en bas à gauche) orné d'un moteur de chemin de fer noir représentant le transport ou le commerce; et un champ rouge (en bas à droite) orné d'une usine de couleur neutre représentant la fabrication.